# Andries de Vries Hzn.
Andries de Vries, in de literatuur ook bekend als A. de Vries Hzn. (Assen, 16 september 1874 – Haren, 8 juni 1957) was een Nederlandse aannemer die ook als architect actief was.

## Leven en werk
De Vries werd geboren in Assen als zoon van timmerman Hendrik de Vries en zijn vrouw Johanna Wilhelmina Abbring. Het gezin woonde op de hoek van de Zuidersingel en de Oosterhoutstraat. Hij werd net als zijn vader timmerman. Hij trouwde in 1900 met Wilhelmina Amalie Schürmann (1874-1955). 
De Vries was voornamelijk als aannemer actief, maar hij ontwierp ook zelf gebouwen. Hij heeft een grote rol gespeeld met betrekking tot de Asser stadsuitbreiding in de Oranjebuurt en Oud-Zuid. Daartoe werd de Bouwmaatschappij ‘Voorwaarts’ opgericht. Hij was met name een drijvende kracht achter de aanleg van de Parkstraat en het Parkhotel, dat hij ook ontwierp. Het Parkhotel bleek moeilijk te exploiteren en ook ondervond ‘Voorwaarts’ tegenstand van de gemeente bij de uitbreidingsplannen in de Bosstraat en de burg. Jollesstraat. Uiteindelijk werd hij in 1933 failliet verklaard. Hij overleed in Haren op 82-jarige leeftijd.

## Enkele werken
| Jaartal | Locatie                    | Omschrijving                                                 | Status                | Afbeelding |
| ------- | -------------------------- | ------------------------------------------------------------ | --------------------- | ---------- |
| 1901    | Assen, Javastraat 9-11     | Dubbel herenhuis, gebouwd in eigen beheer                    | Gemeentelijk monument |            |
| 1906    | Assen, Vaart Z.Z. 1d       | Verbouwing winkel voor Joh. Schierbeek                       | Gemeentelijk monument |            |
| 1908    | Assen, Beilerstraat 173    | Villa Boschlust, herbouwd voor B.W.N. Servatius              | Gemeentelijk monument |            |
| 1909    | Assen, Javastraat 1        | Herenhuis, gebouwd voor J. de Vries                          | Gemeentelijk monument |            |
| 1909    | Assen, Wilhelminastraat 17 | Woonhuis, gebouwd voor K. Dilling                            | Gemeentelijk monument |            |
| 1910    | Assen, Stationsstraat 28   | Dienstwoning Overcingel                                      | Rijksmonument         |            |
| 1910    | Assen, Oranjestraat 45-47  | Dubbel herenhuis, gebouwd voor R. Beijering                  |                       |            |
| 1912    | Assen, Julianastraat 4-6   | Dubbel woonhuis, gebouwd voor F.J. Boersma                   | Gemeentelijk monument |            |
| 1912    | Assen, Wilhelminastraat 2  | Woonhuis, gebouwd in eigen beheer                            |                       |            |
| 1913    | Assen, Beilerstraat 14     | Woonhuis, herbouwd voor A. Kymmell                           | Gemeentelijk monument |            |
| 1914    | Assen, Vaart Z.Z. 37       | Verbouwing tot dubbel herenhuis voor Th. Goddard             |                       |            |
| 1914    | Assen, Dr. Nassaulaan 16   | Villa, gebouwd voor A. Kymmell                               | Rijksmonument         |            |
| 1915    | Assen, Rolderstraat 104    | Gebouw voor het Leger des Heils                              | Gemeentelijk monument |            |
| 1918    | Assen, Parkstraat 7-9      | Dubbel herenhuis, gebouwd door Bouwmaatschappij 'Voorwaarts' |                       |            |
| 1918    | Assen, Parkstraat 14-16    | Dubbel herenhuis, gebouwd door Bouwmaatschappij 'Voorwaarts' |                       |            |
| 1918    | Assen, Parkstraat 16-18-20 | Blok herenhuizen, gebouwd door Bouwmaatschappij 'Voorwaarts' |                       |            |
| 1918    | Assen, Parkplein           | Parkhotel, gebouwd door Bouwmaatschappij 'Voorwaarts'        | gesloopt              |            |